# Jürgen Ensthaler
Jürgen Ensthaler (* 8. März 1952 in Königslutter) ist ein deutscher Jurist und Hochschullehrer und ehemaliger Richter.

## Leben
Jürgen Ensthaler studierte Rechtswissenschaften und Wirtschaftswissenschaften an der Georg-August-Universität Göttingen. 1982 wurde er in Göttingen zum Dr. jur. promoviert, 1984 in Braunschweig zum Dr. rer. pol. Nach seiner Habilitation in Rechtswissenschaften in Göttingen nahm er 1991 eine Universitätsprofessor an der Universität Paderborn an. Von 1993 bis 2005 war er Inhaber des Lehrstuhls für Zivil- und Wirtschaftsrecht an der TU Kaiserslautern. Seit 2005 ist er Inhaber des Lehrstuhls für Wirtschafts-, Unternehmens- und Technikrecht an der TU Berlin.
Ensthaler beschäftigte sich anfänglich schwerpunktmäßig mit gesellschaftsrechtlichen Themen. So beriet er die chinesische Regierung im Rahmen der politischen Öffnung in den 1990er Jahren bei der Neuordnung des chinesischen Kapitalgesellschaftsrechts. Nach seinem Wechsel an die TU Berlin widmete Ensthaler sich stärker Themen der Verknüpfung von Technik und Recht sowie den Neuen Medien. In diesem Zusammenhang wurde er wissenschaftlicher Leiter der Dienstleistungspotenziale in der Personalisierten Medizin der Universität Potsdam. In beratender Funktion wurde Ensthaler für den Rechtsausschuss des Bundestages, aber auch für Institutionen der EU tätig, wobei er u. a. den Bundestag bei der Einführung des Leistungsschutzrechts für Presseverleger beriet.
Ensthaler war von 2000 bis 2014 als Richter im 2. Hauptamt, zuletzt im Senat am Bundespatentgericht in München tätig.

## Veröffentlichungen
- mit anderen: Technikrecht. Rechtliche Grundlagen des Technologiemanagements. Verlag Springer Vieweg, Berlin/Heidelberg 2013, ISBN 978-3-642-13187-5.[3]
- Qualitätsmanagement und Recht, Kapitel 8, Seite 127 bis 142 in: Tilo Pfeifer, Robert Schmitt (Herausgeber): Masing Handbuch Qualitätsmanagement, Carl Hanser Fachbuchverlag München Wien, 6. überarbeitete Auflage (2014), ISBN 978-3-446-43431-8
- mit anderen: "Evaluierung der deutschen Akkreditierungsstruktur" – In Auftrag gegeben vom  Bundesministerium für Wirtschaft und Energie, Berlin im Mai 2016[4]